# Сенно (гміна)
Гміна Сенно (пол. Gmina Sienno) — місько-сільська гміна у центральній Польщі. Належить до Ліпського повіту Мазовецького воєводства.
Станом на 31 грудня 2011 у гміні проживало 6149 осіб.

## Площа
Згідно з даними за 2007 рік площа гміни становила 147.15 км², у тому числі:
- орні землі: 80.00%
- ліси: 17.00%

Таким чином, площа гміни становить 19.68% площі повіту.

## Населення
Станом на 31 грудня 2011:
| Опис     | Загалом | Загалом | Чоловіки | Чоловіки | Жінки | Жінки |
| -------- | ------- | ------- | -------- | -------- | ----- | ----- |
| одиниця  | осіб    | %       | осіб     | %        | осіб  | %     |
| все      | 6149    | 100     | 3081     | 50.11    | 3068  | 49.89 |
| міське   | 0       | 100     | 0        |          | 0     |       |
| сільське | 6149    | 100     | 3081     | 50.11    | 3068  | 49.89 |

## Сусідні гміни
Гміна Сенно межує з такими гмінами: Балтув, Бодзехув, Броди, Жечнюв, Ліпсько, Скаржисько-Каменна, Тарлув, Цепелюв.